# Musée juif de Turquie
Le musée juif de Turquie est un centre culturel à Istanbul fondé afin de présenter au public les traditions et l'histoire de la communauté juive turque. Il a été inauguré le 25 novembre 2001. La création de ce musée est due à l'initiative de la Quincentennial Fondation, créée en 1989 par 113 citoyens turcs, juifs et musulmans, pour célébrer le cinq centième anniversaire de l'arrivée des Séfarades dans l'Empire ottoman. 
En décembre 2015, le musée a rouvert ses portes dans un nouveau complexe, la synagogue Neve Shalom, toujours dans le quartier de Beyoğlu, avec un contenu actualisé et des technologies d'exposition modernes.

## La synagogue

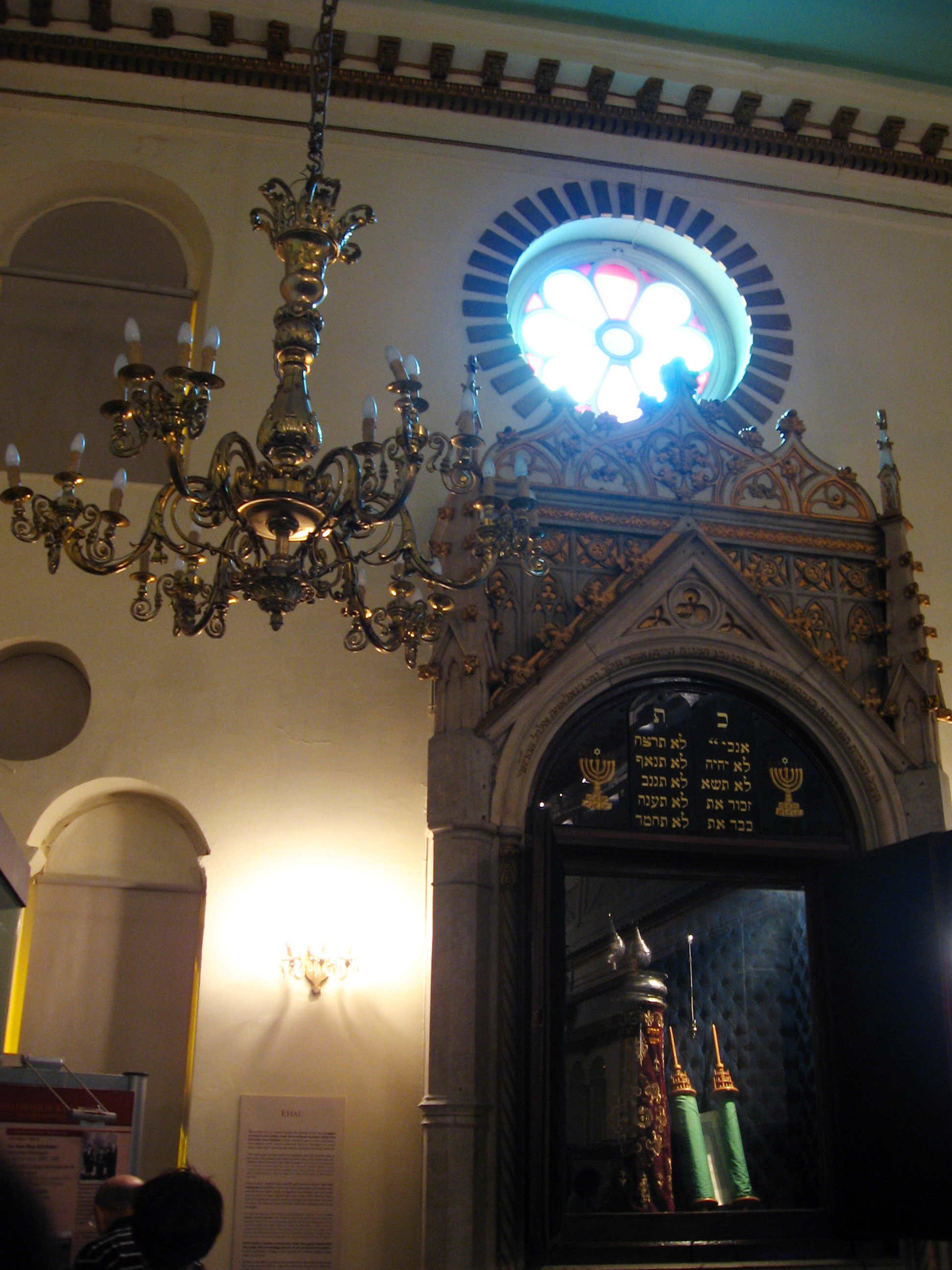
L'arche sainte de la synagogue Zülfaris

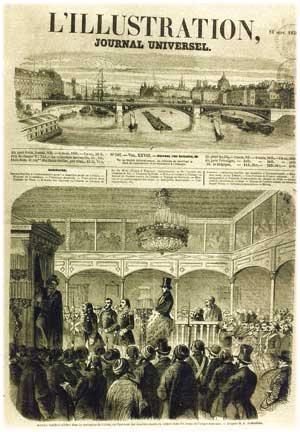
Vue de la cérémonie organisée en septembre 1856 à la Synagogue Zülfaris en l'honneur des soldats juifs de l'armée française morts en combattant aux côtés des Ottomans durant la guerre de Crimée contre les Russes, en présence d'une unité de l'armée sous le commandement du colonel Garbi Bey.

Avant son déménagement, le musée a été installé dans le bâtiment de l'ancienne synagogue Zülfaris, qui a été restauré et modernisé à cet effet. Cette synagogue existait déjà en 1671, et ses fondations suggèrent qu'une autre structure avait été construite pendant la période de la république de Gênes. L'immeuble est reconstruit sur ses fondations d'origine vraisemblablement au début du XIXe siècle, et la nouvelle synagogue ouvre se portes pour le premier service religieux le 31 octobre 1823.

### Nom
Dans les archives de la communauté juive d'Istanbul, cette synagogue est appelée Kal Kadoş Galata (« Synagogue sacrée de Galata »). Mais comme l'ancien nom de la rue sur laquelle elle se trouve était Zülf-ü Arus (expression en turc ottoman qui signifie « boucles de cheveux de la mariée »), et que les gens avaient abrégé ce nom en Zülfaris, elle fut communément appelée ainsi.

### De la synagogue au musée: chronologie
- 1882 : Samuel Malki fait don du marbre qui entoure l'arche sainte.
- 1890 : Travaux de réparation effectués avec l'aide financière de la famille Camondo.
- 1904 : Travaux de restauration menés par la communauté juive de Galata, présidée par Jak Bey de Leon.
- 1968 : Importante restauration.
- 1979 : La synagogue est consacrée au rite des juifs originaires de Thrace.
- 1983 :Dernier mariage dans la synagogue Zülfaris.
- 1985 : Lle bâtiment cesse de servir de synagogue en raison de l'absence d'une communauté. Il est alloué à la Quincentennial Fondation.
- 2001 : Avec l'appui financier de la famille Kamhi, le musée juif de Turquie est inauguré[3].

## Le musée
Le musée juif de Turquie expose des éléments sur le brassage des cultures juive et musulmane. Il présente 2 600 ans d'héritage historique et culturel des Juifs turcs dans ce pays, de leurs contributions à la vie sociale et étatique du pays dans lequel ils vivent. 
L'entrée de l'immeuble est marquée par une grille de fer dans une cour. On y voit une sculpture en métal de Nadia Arditti intitulée Statue of the Rising Fire, créée à la mémoire des Juifs turcs morts en combattant pour la patrie lors des guerres dans les Balkans, la guerre de Morée, la campagne du Caucase, la campagne du Sinaï et de la Palestine, la Guerre italo-turque, la bataille des Dardanelles, la guerre de Corée et guerre d'indépendance turque.

Intérieur du musée
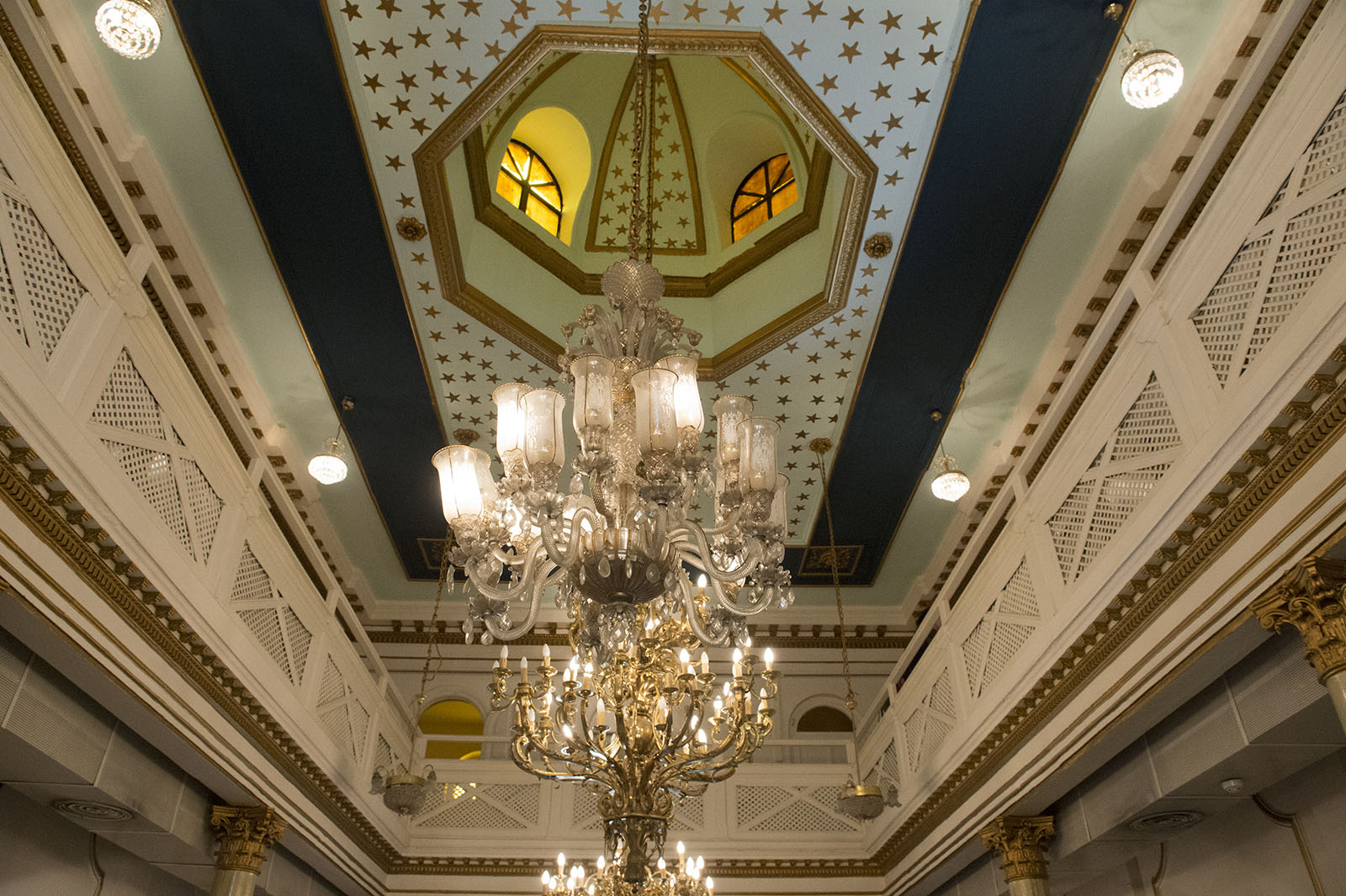
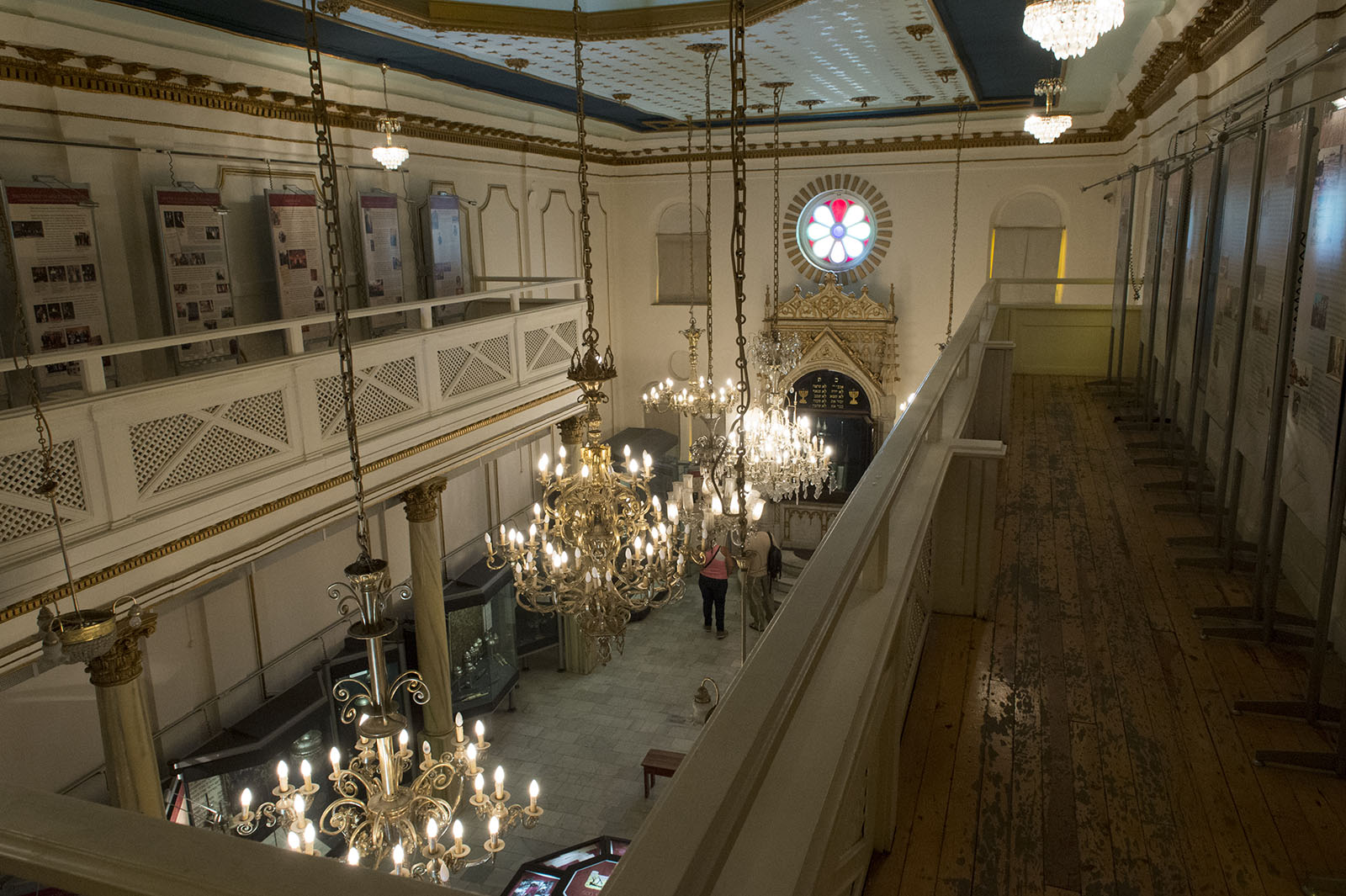

L'exposition au rez-de-chaussée est organisée de façon chronologique et commence avec l'émigration d'Espagne en Turquie. Elle est organisée en section ethnographique, avec des photos, des peintures et des objets relatifs à la naissance, la circoncision, le mariage, les vêtements, les bijoux, etc.
On peut y voir des informations relatives à l'histoire de la synagogue Zülfaris, aux HaHakham Bachi, à la vie quotidienne des Juifs à Istanbul et en Anatolie, ainsi que des souvenirs (lettres, cartes, tallits ou encore décrets impériaux). 
L'arche sainte contient deux rouleaux de la Torah, qui peuvent être consultés. Sur un autre panneau des informations sur les académiciens juifs qui ont fui d'Europe vers la Turquie pendant la seconde Guerre Mondiale, et sur des diplomates turcs — dont certains sont devenus Justes Parmi les Nations — qui ont aidé les Juifs à échapper à l'Holocauste.
Au premier étage, qui était la section où les femmes priaient, sont exposés des tableaux représentant la vie quotidienne de la communauté juive locale.

Collections
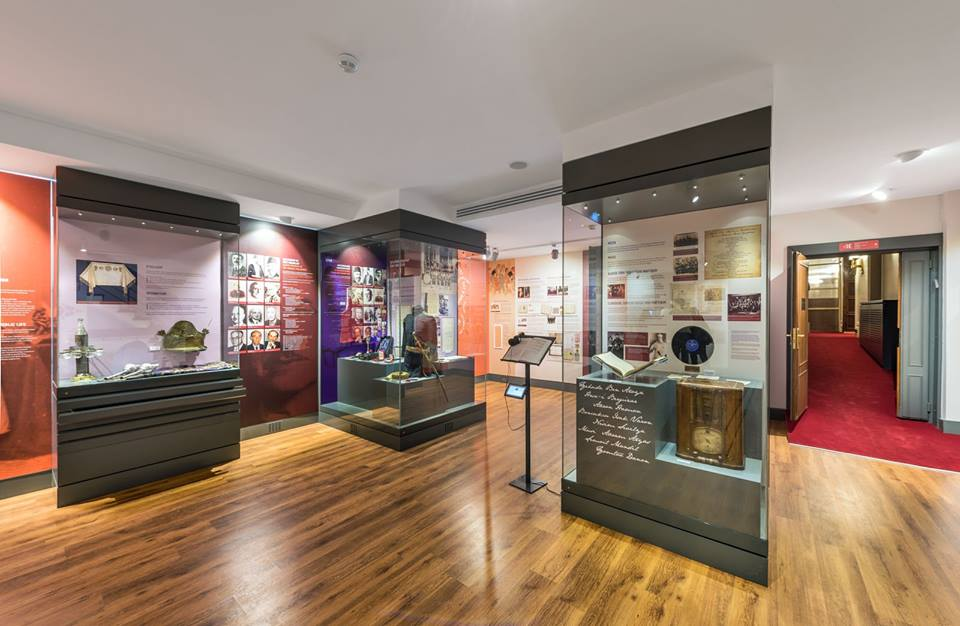
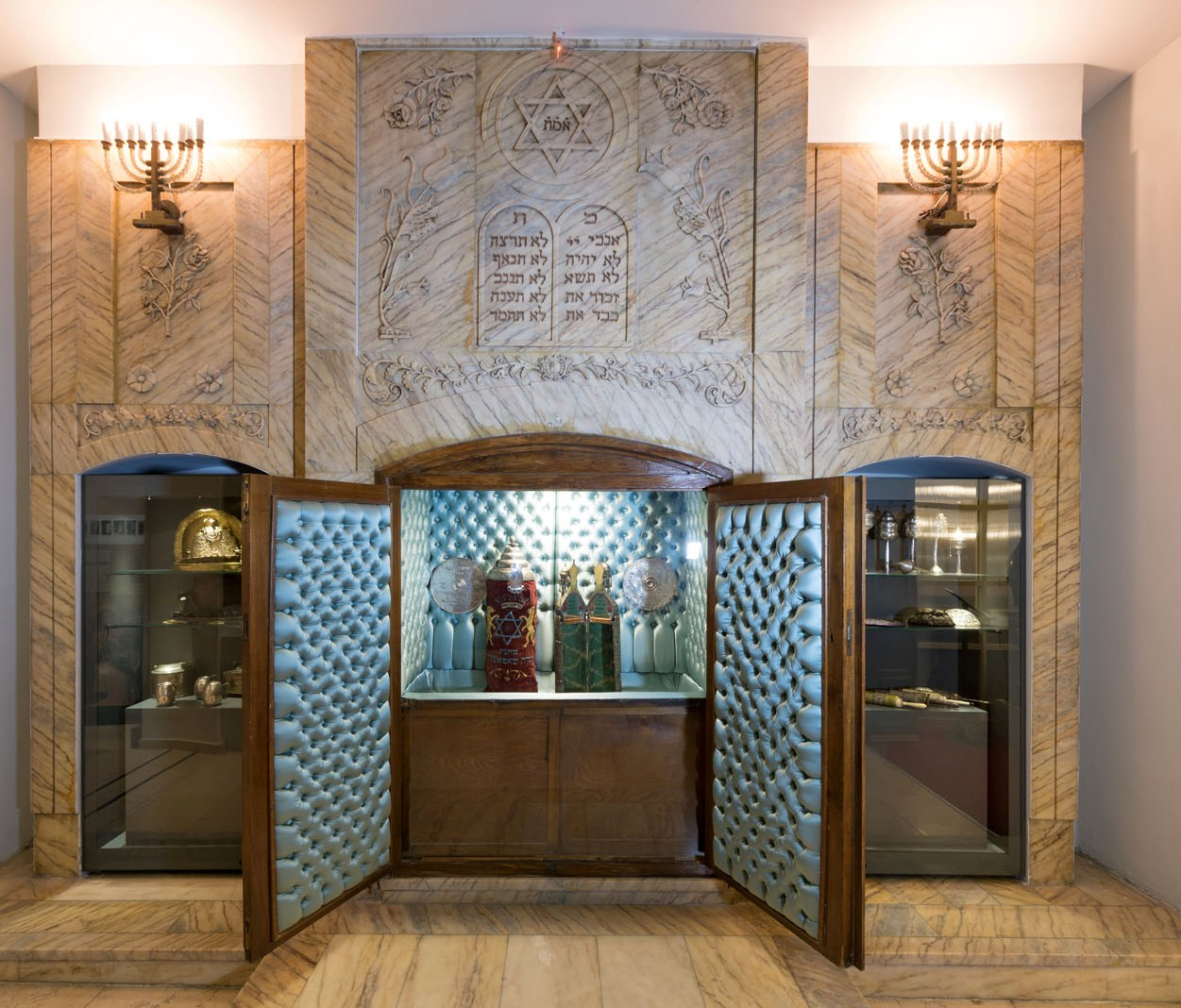